# Klinkerwerk Neuschoo Olga Müller

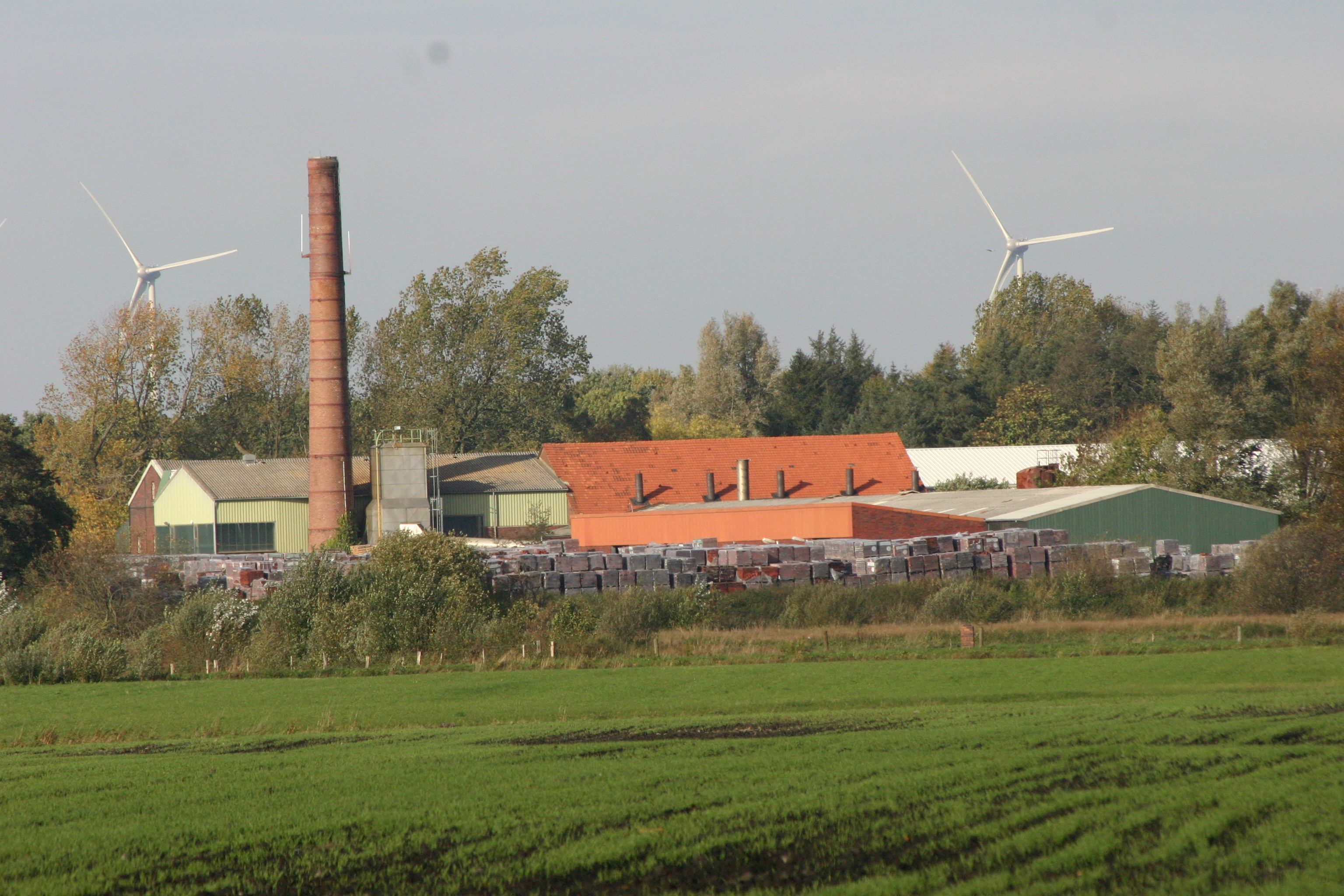
Das Klinkerwerk, 2008

Die Klinkerwerk Neuschoo Olga Müller GmbH & Co. KG ist ein seit 1860 produzierender Betrieb in Familienbesitz zur Herstellung von Klinkern im ostfriesischen Neuschoo im Landkreis Wittmund in Niedersachsen. Die hier produzierten Klinker sind überregional unter dem Namen Wittmunder Klinker bekannt. Die Verwaltung und der Vertrieb des Unternehmens sind in Wittmund ansässig. Das Unternehmen ist mit dem Torfbrand-Klinkerwerk J.B. Kaufmann einer der wenigen größeren industriellen Arbeitgeber der Samtgemeinde Holtriem.

## Geschichte
Die Geschichte des Klinkerwerks geht bis in die Zeit vor 1860 zurück. Zu dieser Zeit gab es im Zuge des Straßenbaus in Ostfriesland einen gestiegenen Bedarf an Klinkern. Daraufhin wurden in Neuschoo zwei Ziegeleien gegründet. Vermutlich ließ das Königreich Hannover die Ziegelei errichten. Zunächst wurden die Klinker in einem „deutschen Ofen“ gebrannt. 1865 ging sie in den Besitz des Holzhändlers Mammen über, der die Jahresproduktion auf 600.000 Ziegel steigerte. 1889 übernahm Johann Mammen Pickenbach das Unternehmen, das 1906 in eine Kapitalgesellschaft unter dem Namen Klinkerwerk Neuschoo GmbH umgewandelt wurde.
Anfang der 1920er Jahre war das Werk Schauplatz eines Arbeitskampfes. Die Angestellten orderten wegen der stetig steigenden Lebenshaltungskosten eine Erhöhung ihrer Löhne, was das Unternehmen ablehnte. Darauf traten die Arbeitnehmer in einen Streik, der in einem Schlichtungsverfahren endete. Darin stellte sich der zuständige Ausschuss in Rüstringen auf die Seite der Arbeitnehmer und bestätigte deren Lohnforderungen. Auch das Ergebnis dieses Verfahrend wurde abgelehnt. Schließlich erklärte der Regierungspräsident in Aurich den Schlichtungsspruch des Ausschusses für verbindlich.
In den 1930er-Jahren ließen die neuen Besitzer, die Firma Gebr. Schwarting aus Borgstede, das Klinkerwerk, typisch für die torfreiche Region, in eine Ringofenziegelei umbauen. Die Produktionskapazität stieg damit auf drei Millionen Torfbrandklinker jährlich.
Heute findet die Produktion der Steine in einem modernen, spezialangefertigten Gastunnelofen statt.

## Produktion
Der Ton als Rohstoff für die Klinkersteine wird in der Region gewonnen. Die zuvor gepressten Ton-Rohlinge werden im Tunnelofen bei etwa 1200 °C bis zu sieben Tage lang gebrannt. Bei der Produktion wird auf chemische Zusätze und Engoben verzichtet. Die Klinker werden nach dem Abkühlen nach Form, Farbe und Qualität sortiert und entsprechenden Sortierungen zugeordnet. Es werden verschiedene Architekturklinker-Formate hergestellt.
Im Klinkerwerk Neuschoo werden neben Verblendklinkern auch Pflasterklinker sowie Formsteine hergestellt.

## Sonstiges
Der anliegende Ziegeleiweg ist nach dem Klinkerwerk benannt.